# 스쿠버 다이빙

레크리에이션 스쿠버 다이버

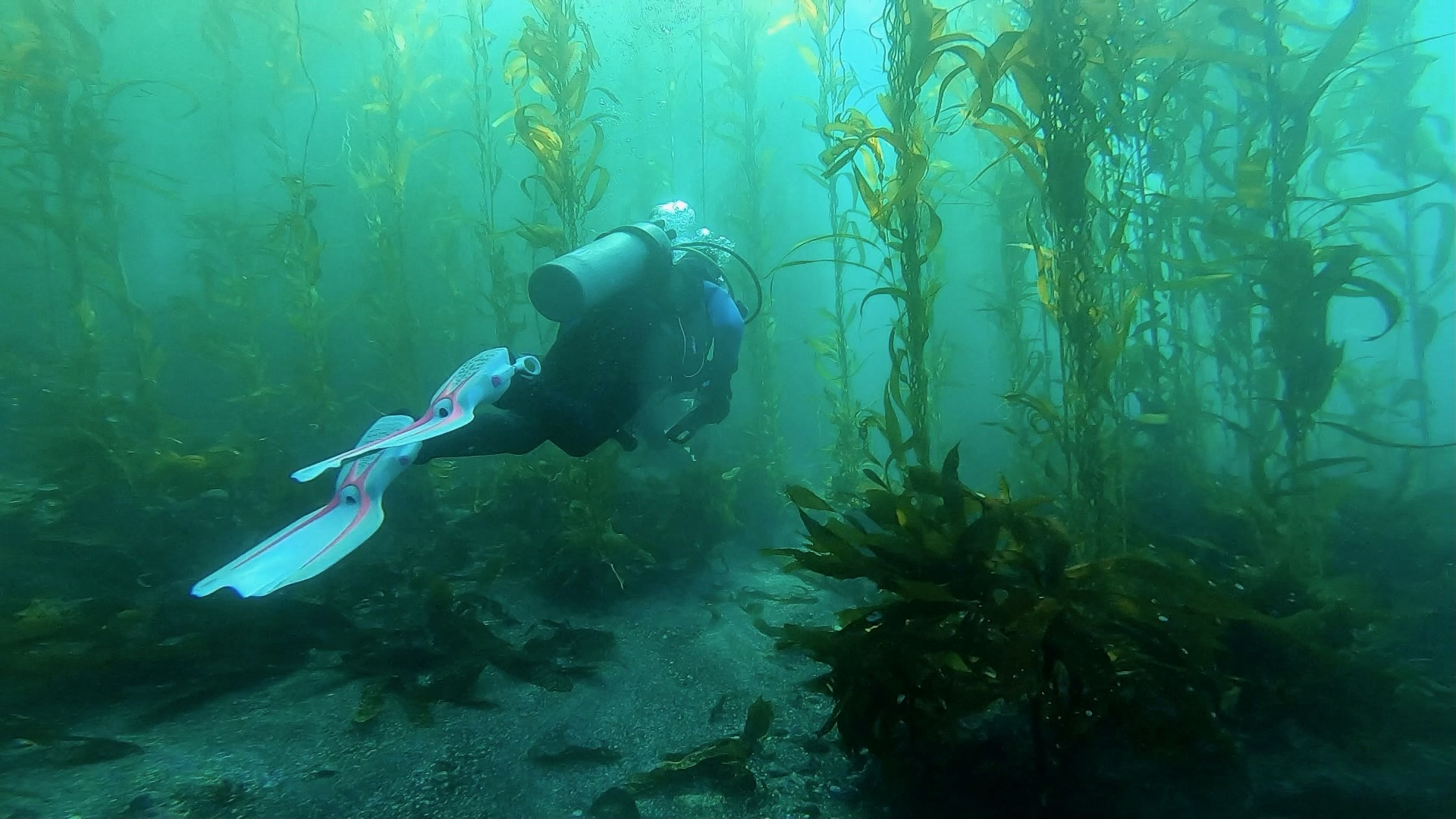
캘리포니아 옥스너드 해안에서 떨어진 애너 카파의 켈프 숲

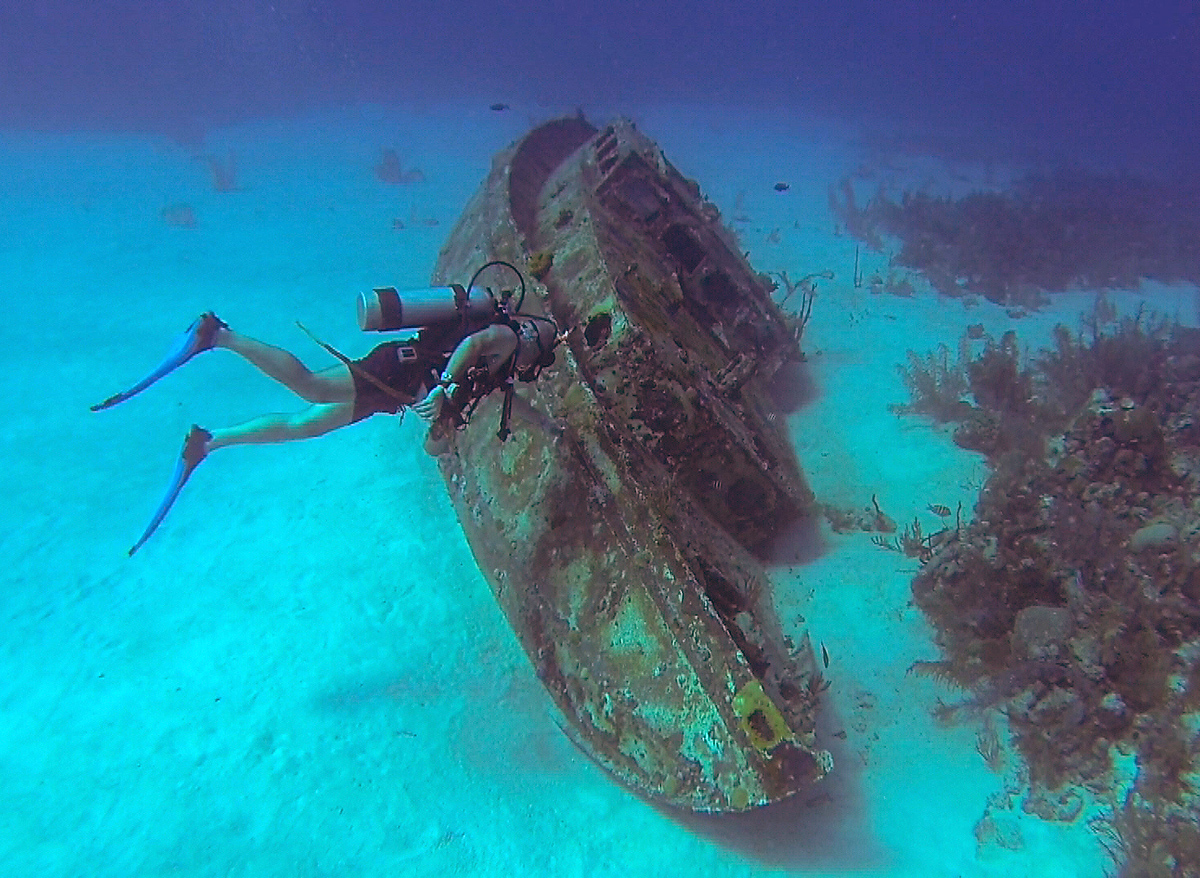
카리브해에서 난파선을 보고 있는 다이버

스쿠버 다이빙(영어: scuba diving)은 수중 호흡기(Self Contained Underwater Breathing Apparatus)를 지닌채 부력 조절 조끼를 입고 잠수하는 수중 다이빙(underwater diving)이다. 영어 SCUBA는 원래 잠수 장비를 가리키는 명사였지만 현재는 이 방식의 기구를 사용하는 잠수 활동 자체도 스쿠버로 일컬으며, 또한 형용사적인 언어로도 사용된다. 여가 다이버의 경우, 잠수 가능 깊이는 최대 40 미터 정도이다. 잠수 가능한 최대 시간은 3시간 반 정도이다(단, 잠수를 깊게 할수록 시간은 짧아진다).

## 역사
스쿠버 다이빙의 역사는 스쿠버 장비의 역사와 밀접한 관련이 있다. 21세기 들어 수중 호흡 장치를 위한 2가지 기초적인 구조가 개척되었다. 다이버가 들이마시는 기체가 물에 직접 벤트를 내는 개방 회로 표면 제공 장비, 다이버의 이산화탄소가 미사용 산소로부터 필터링(이후 재순환됨)되는 폐쇄 회로 호흡 장치.

## 위험
다음과 같은 위험 요소가 존재한다.
- 압력의 변화에 따른 변화: 감압병, 공기색전증
- 압축 공기 이용
- 체온 저하
- 피부 외상

## 참고 문헌
- Cousteau J.Y. (1953) Le Monde du Silence, translated as The Silent World, National Geographic (2004) ISBN 978-0792267966
- Ellerby D. (2002) The Diving Manual, British Sub-Aqua Club (BSAC) ISBN 0953891925
- Dive Leading, BSAC ISBN 0953891941
- The Club 1953–2003, BSAC ISBN 095389195X

## 같이 보기
- 스쿠버 장비